# Valle de Banderas
Valle de Banderas – miasto w stanie Nayarit w Meksyku. Centrum administracyjne gminy Bahía de Banderas. 6738 mieszkańców. W mieście znajduje się 140-letni kościół.
W czasach prekolumbijskich nosiło nazwę Tintoque. Przemianowane w 1525 roku przez konkwistadorów Francisco Cortesa.